# Związek gmin Oberes Zabergäu
Związek gmin Oberes Zabergäu – związek gmin (niem. Gemeindeverwaltungsverband) w Niemczech, w kraju związkowym Badenia-Wirtembergia, w rejencji Stuttgart, w regionie Heilbronn-Franken, w powiecie Heilbronn. Siedziba związku znajduje się w mieście Güglingen, przewodniczącym jego jest Klaus Dieterich.
Związek zrzesza jedno miasto i dwie gminy wiejskie:
- Güglingen, miasto, 6 132 mieszkańców, 16,26 km²
- Pfaffenhofen, 2 396 mieszkańców, 12,10 km²
- Zaberfeld, 3 915 mieszkańców, 22,10 km².